# 北海道小樽高等支援学校
北海道小樽高等支援学校（ほっかいどうおたるこうとうしえんがっこう）とは、北海道小樽市銭函にある公立（道立）の高等特別支援学校。知的障害者を対象にしている。

## 概要

### 生徒
2018年（平成30年）5月1日現在
- 合計 : 153人（男子101人、女子52人）
  - 1年生 : 52人（男子31人、女子21人）
  - 2年生 : 55人（男子38人、女子17人）
  - 3年生 : 46人（男子32人、女子14人）

## 沿革
- 2009年（平成21年）4月1日 - 北海道小樽高等支援学校が開校。
- 2018年（平成30年）12月7日 - 開校10周年記念式典を開催。

## 教育目標
- 「豊かな心をもち 力をあわせて 生き生きと活動する 生徒を育てる」

## 学科
- 高等部
  - 生産技術科
  - 木工科
  - 環境・流通サポート科
  - 家庭総合科
  - 福祉サービス科

## 部活動・同好会・外局
- バスケットボール部
- サッカー部
- バドミントン同好会
- 卓球同好会
- 陸上・マラソン同好会
- 音楽同好会
- 美術同好会
- 放送局
- 図書局
- ボランティア局